# Боксинг
Боксинг — это одно из направлений фрикинга, представляющее собой набор различных устройств для добавления к телефону. Первоначально устройства боксинга предназначались для сотрудников телефонной связи, но со временем стали использоваться для взлома телекоммуникационных сетей.
Боксинг объединяет в себе более 200 боксов, большинство из которых были созданы в конце 1980-х или начале 1990-х годов. Боксы получили своё название по цвету первых устройств.
Боксы — это электронные устройства, которые связываются с телефонными линиями и могут выполнять различные операции путём отключения или обмана некоторых функций телефона. Боксы могут использовать акустические методы, например, звук опускающихся монет в монетоприёмник (Red Box) либо звук набора номера телефона (Blue box), с помощью чего можно осуществить полностью бесплатный звонок. Другие боксы работают с помощью электрических импульсов, имитируя вызов без ответа на него (Black Box).
В период 1990-х - 2000-х годов большинство боксов устарели из-за быстрого изменения телефонных технологий, в частности переносу служебной межстанционной сигнализации в общие цифровые каналы, отделенные от потока передачи голоса (CCS, Common Channel Signalling). Одной из наиболее известной технологий является ОКС7 (SS-7, CCITT Signalling System No. 7).

## Список боксов
- Magenta Box
- Red Box
- Orange Box
- Green Box
- Blue Box
- Beige Box
- Black Box
- Vermilion Box
- Gold Box
- Clear Box
- Silver Box